# بطولة أوروبا لكرة الطائرة للرجال 1958
بطولة أوروبا لكرة الطائرة للرجال 1958 هو الموسم 5 من  بطولة أمم أوروبا للكرة الطائرة للرجال. أقيم خلال الفترة 30 أغسطس 1958 وحتى 11 سبتمبر 1958، وأشرف على تنظيمه الاتحاد الأوروبي للكرة الطائرة، وكان عدد الأندية المشاركة فيه  20، وفاز فيه منتخب تشيكوسلوفاكيا الوطني لكرة الطائرة للرجال.